# Rhododendron rushforthii
Rhododendron rushforthii är en ljungväxtart som beskrevs av G. Argent och D. Chamberlain. Rhododendron rushforthii ingår i släktet rododendron, och familjen ljungväxter. Inga underarter finns listade i Catalogue of Life.